# Seduzione (film 1940)
Seduzione (The Lady in Question) è un film del 1940 di Charles Vidor. È il remake di Gribouille, tradotto in italiano come Il caso del giurato Morestan, un film francese del 1937 diretto da Marc Allégret e interpretato da Raimu e Michèle Morgan.

## Trama
Nominato giurato in un processo, Morestan - padre di una famiglia borghese - deve decidere del destino di Natalie, una giovane accusata di omicidio. Convinto all'inizio della sua colpevolezza, piano piano Morestan cambia idea. Quando il processo finisce con l'assoluzione di Natalie, preso da pietà per la ragazza senza fissa dimora, la invita a vivere presso la sua famiglia. Pierre, il figlio di Morestan, resta affascinato dall'enigmatica ospite. Innamorato di Natalie, comincia una serie di piccoli furti per riuscire a mettere da parte del denaro che gli servirà per fuggire con lei. La situazione ricorda pericolosamente quello che era successo in precedenza a Natalie e che l'aveva portata in tribunale, a subire il processo.

## Produzione
Il film fu prodotto da B.B. Kahane per la Columbia Pictures Corporation e fu girato dal 16 maggio al 22 giugno 1940. Durante la lavorazione al film  vennero dati diversi titoli: Gribouille, Hearts of Paris, It Happened in Paris.

## Distribuzione
Distribuito dalla Columbia Pictures, il film fu presentato in prima il 31 luglio, uscendo nelle sale cinematografiche statunitensi il 7 agosto 1940 con il titolo originale The Lady in Question.